# Fading Waves
Fading Waves ist ein 2008 gegründetes Post-Metal-Projekt.

## Geschichte
Fading Waves wurde von Alexey Maximuk als Soloprojekt gegründet. Der Multiinstrumentalist Maximuk arbeitete zur Verwirklichung seiner Musik mit unterschiedlichen Gastmusikern zusammen. So band er neben der wiederholt auftretenden Sängerin Anastasia Aristova diverse Gitarristen in die Umsetzung seiner Musik ein. Nach der Veröffentlichung der ersten EP Please Wait 2010, welche noch im Selbstverlag erschien, schloss Maximuk einen Vertrag mit Slow Burn Records, einem auf Post-Rock, Post-Metal und Post-Hardcore spezialisierten Subunternehmen von Solitude Productions. Noch im gleichen Jahr erschien ein Split-Album mit der ukrainischen Progressive-Metal-Band Starchitect. Das Album wurde international kaum beachtet, jedoch dort wo eine Rezeption stattfand positiv besprochen. Im darauf folgenden Jahr veröffentlichte Fading Waves mit The Sense of Space ein offizielles Debütalbum, welches international positiv rezipiert wurde. Es folgte eine längere Unterbrechung der künstlerischen Tätigkeit. Mit Catching the Phantoms erschien 2016 eine EP, welche vier Stücke enthielt, die von Fading Waves zwischen 2010 und 2012 aufgenommen, jedoch zuvor nicht veröffentlicht wurden. Die EP wurde ebenfalls überwiegend positiv rezipiert.

## Stil
Die Musik von Fading Waves wird zumeist dem Post-Metal zugerechnet. Dabei wird die Ausrichtung des Projektes als atmosphärisch oder verträumt beschrieben und häufig dem Post-Rock nahegestellt. Hinzukommend wird das Projekt mit unterschiedlichen Gruppen des Post-Metal, des Post-Rock sowie des Post-Black-Metal verglichen. So werden Bezüge zu Ulver, Isis, Cult of Luna, God Is an Astronaut und Agalloch ausgemacht.
Als programmatisch gilt das „Wechselspiel aus heftigeren und sanfteren Momenten“, welche auf Metal.de als „ausbalancierte Synthese aus Härte und Ruhe, aus Aggressivität und Melancholie“ beschrieben wird. Die Musik würde dabei meist ruhig aufgebaut und „mit dezenten Synths […] zurückhaltenden Gitarren und verträumt-ätherischen weiblichen Vocals“ aufwarten. Der Einsatz elektronischer Effekte würden dabei die aufgebaute Atmosphäre unterstützen. Als Kontrast würden „männliche Growls […], die mit der Musik harmonieren und nicht zu sehr im Vordergrund stehen“ eingesetzt werden.

## Diskografie
- 2010: Please Wait (EP, Selbstverlag)
- 2010: Fading Waves / Starchitect (Split-EP, Slow Burn Records)
- 2011: The Sense of Space (Album, Slow Burn Records)
- 2016: Catching the Phantoms (EP, Slow Burn Records)